# Строительство Великой пирамиды
«Строительство Великой пирамиды» (англ. „Building the Great Pyramid“) — телевизионный фильм режиссёра Джонатана Стэмпа. Другое распространённое название фильма — «Пирамида» (англ. „ Pyramid“)

## Сюжет
Фильм рассказывает о предполагаемой археологами и историками технике строительства Великой пирамиды в Гизе.

## В ролях
| Актёр                                 | Роль       |
| ------------------------------------- | ---------- |
| Марк Бэтор (англ. Marc Bator)         | рассказчик |
| Том Хьюит                             | рассказчик |
| Майкл Пеннингтон                      | рассказчик |
| Абдулла Хишам (англ. Hisham Abdullah) |            |
| Мохамед Авад (англ. Mohamed Awad)     |            |

## Награды
В 2003 году фильм был номинирован на международную телевизионную премию Эмми в категории «Outstanding Special Visual Effects for a Miniseries, Movie or a Special»